# Itambé (Paraná)
Itambé est une municipalité brésilienne située dans l'État du Paraná.